# Moselabius
Moselabius is een geslacht van hooiwagens uit de familie Cosmetidae.
De wetenschappelijke naam Moselabius is voor het eerst geldig gepubliceerd door Roewer in 1956. 

## Soorten
Moselabius is monotypisch en omvat slechts de volgende soort:
- Moselabius albipunctatus